# Laredo (Texas)
Laredo é uma cidade localizada no estado norte-americano do Texas, no Condado de Webb.
A sua área é de 206 km² (dos quais 2,8 km² estão cobertos por água), sua população é de 231 470 habitantes, e sua densidade populacional é de 868,9 hab/km², segundo o censo americano de 2000.
A cidade foi fundada em 1755, e incorporada em 1852.